# Sten Wilkens
Sten Philip Arthur Wilkens, född 9 mars 1905 i Göteborg, död 7 september 1998, var en svensk jurist.
Sten Wilkens blev juris kandidat 1930, genomförde tingstjänstgöring 1930–1933 och anställdes därefter vid länsstyrelsen i Göteborgs och Bohus län 1934. Han utnämndes 1946 till länsassessor. Wilkens var byråchef vid Riksskattenämnden 1952–1955 och landskamrerare i Jönköpings län 1955–1957. Han var regeringsråd 1957–1972 och tjänstgjorde som ledamot i lagrådet 1964–1965.
Han var far till diplomaten Håkan Wilkens, diplomaten Martin Wilkens och diplomaten Ann Wilkens samt bror till borgmästaren i Göteborg Gösta Wilkens.

## Utmärkelser
- Kommendör med stora korset av Nordstjärneorden, 6 juni 1967.[2]